# Ausonia (Campi Bisenzio)

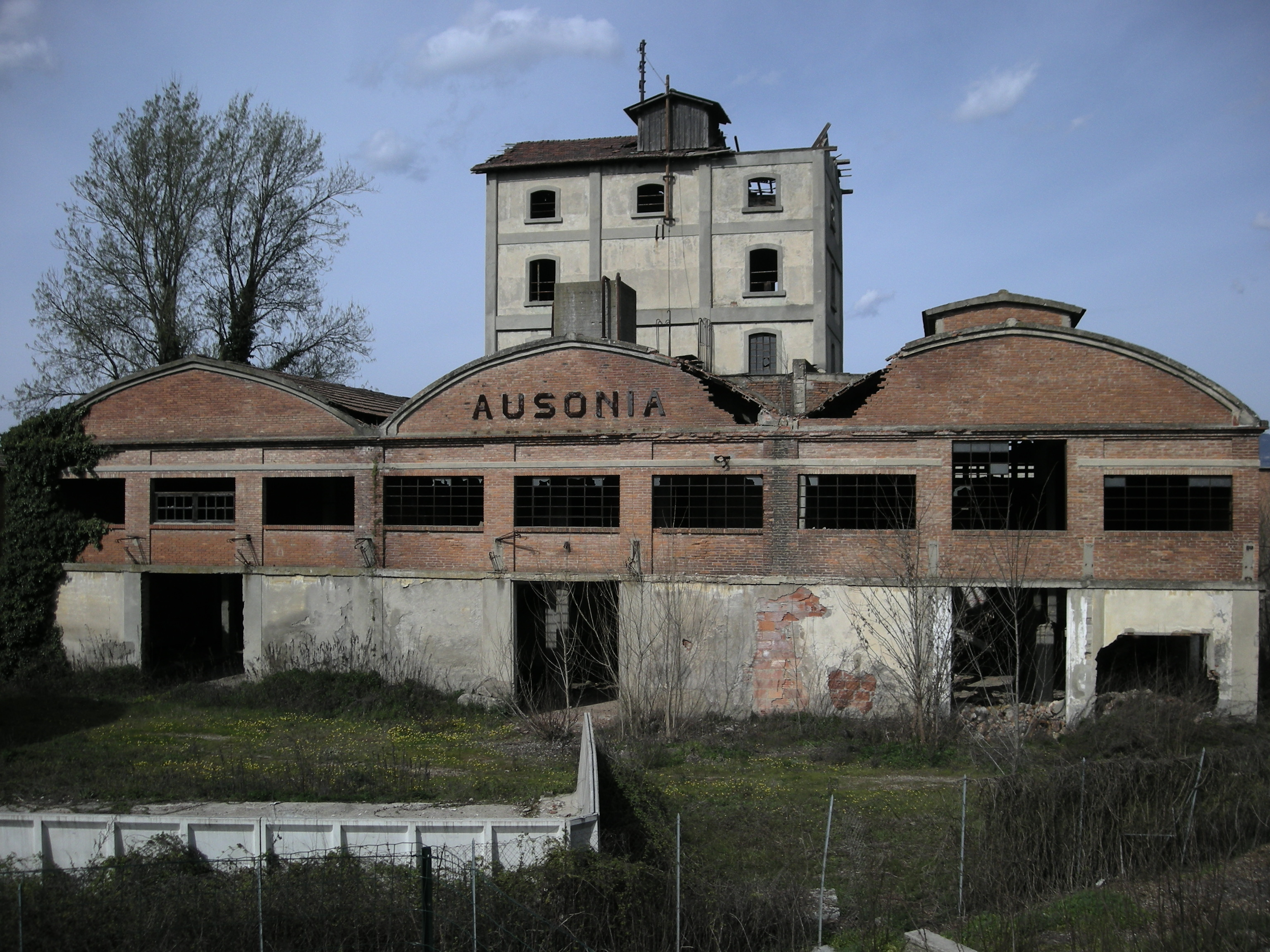
L'Ausonia

L'Ausonia, oggi classico esempio di archeologia industriale, fu un complesso chimico costruito intorno al 1930 a Campi Bisenzio, nei pressi della stazione ferroviaria della frazione di San Donnino, per opera della Montecatini.
L'azienda iniziò la sua attività con la produzione di acido solforico, cui seguirono nel dopoguerra quelle del solfato di rame e di concimi chimici ad uso agricolo. L'azienda, se da una parte assicurò numerosi posti di lavoro per la gente della zona, dall'altra fu teatro di gravi incidenti e i suoi dipendenti furono soggetti a gravi patologie.
L'Ausonia fallì negli anni sessanta e da allora il grande complesso fu abbandonato, fino a divenire una vera e propria emergenza sia dal punto di vista ambientale (nelle sue strutture è presente una grande quantità di fibrocemento e residui delle vecchie produzioni) che di ordine pubblico-sanitario, essendo divenuto dormitorio per senza fissa dimora. Per risolvere questo problema, l'amministrazione comunale ne sta promuovendo il recupero: il piano prevede la costruzione nell'area di un quartiere modello, con abitazioni di edilizia popolare firmate dall'architetto Massimiliano Fuksas.